# Pygommatius anisoramus
Pygommatius anisoramus är en tvåvingeart som först beskrevs av Scarbrough och Hill 2000.  Pygommatius anisoramus ingår i släktet Pygommatius och familjen rovflugor. Inga underarter finns listade i Catalogue of Life.